# Guske
Guska (množina guske) je zajednički naziv nekoliko vrsta plovuša iz porodice Anatidae. Ovu grupu čine rodovi Anser (siva guska), Branta (crna guska) i Chen (koji uključuje bele guske); zadnji od koji se često uključuje u rod Anser. Neke ptice, uglavnom povezane sa pegankama (utvama), u svojim imenima imaju reč „guska”. Dalji srodnici iz porodice Anatidae su labudovi, većina kojih je veća od pravih gusaka, i pataka, koje su manje.
Izraz „guska” pravilnije se koristi za ženku ptice, dok se „gusan” izričito odnosi na mužjaka. Mlade ptice pre nego što postanu sposobne za let nazivaju se birići ili guščići.

## Etimologija
Reč „guska” vodi poreklo od praindoevropskog korena, ghans-. U germanskim jezicima, koren reči je dao staroenglesku reč gōs sa množinom gēs i gandres (od čega su nastale sadašnje engleske reči goose, geese, gander, i gosling, respektivno), frizijske reči goes, gies i guoske, novonemačke reči Gans, Gänse, i Ganter, i staronordijska reč gās. Ovaj termin je isto tako osnova litvanske reči žąsìs, irske gé (od staroirske reči géiss), lat. anser, drevne grč. χήν, hol. gans, alb. gatë (heron), sanskritskih reči hamsa i hamsi, finske hanhi, avestanske zāō, polj. gęś, rumunske gâscă / gânsac, ukr. гуска / гусак (guska / gusak), rus. гусыня / гусь (gusyna / gus), češke husa, i persijske غاز‎.

## Sistematika, taksonomija i evolucija
Rod Anser uveo je francuski zoolog Matiren Žak Brison 1760. godine. Ime je izvedeno tautonimijom od specifičnog epiteta sive guske Anas anser koji je uveo Line 1758. godine. Anser je latinska reč za „gusku”.

### Filogenija
Evolucione odnose između gusaka Anser bilo je teško rešiti zbog njihovog brzog širenja tokom pleistocena i česte hibridizacije. Godine 2016. Otenburg i kolege su objavili studiju koja je utvrdila filogenetske odnose između vrsta upoređivanjem egzonskih DNK sekvenci.
|  | Carska guska (Anser canagicus)                                                                    |
|  |                                                                                                   |
|  | \| \| Rosova guska (Anser rossii) \| \| \| \| \| \| Snežna guska (Anser caerulescens) \| \| \| \| |
|  |                                                                                                   |
|  | Rosova guska (Anser rossii)                                                                       |
|  |                                                                                                   |
|  | Snežna guska (Anser caerulescens)                                                                 |
|  |                                                                                                   |

|  | Rosova guska (Anser rossii)       |
|  |                                   |
|  | Snežna guska (Anser caerulescens) |
|  |                                   |

|  | Tajška guska (Anser fabalis)                                                                                       |
|  | |
|  | \| \| Kratkokljuna guska (Anser brachyrhynchus) \| \| \| \| \| \| Tundarska guska (Anser serrirostris) \| \| \| \| |
|  | |
|  | Kratkokljuna guska (Anser brachyrhynchus)                                                                          |
|  | |
|  | Tundarska guska (Anser serrirostris)                                                                               |
|  | |

|  | Kratkokljuna guska (Anser brachyrhynchus) |
|  |                                           |
|  | Tundarska guska (Anser serrirostris)      |
|  |                                           |

|  | Lisasta guska (Anser albifrons)       |
|  |                                       |
|  | Mala lisasta guska (Anser erythropus) |
|  |                                       |

|  | Tajška guska (Anser fabalis)                                                                                       |
|  | |
|  | \| \| Kratkokljuna guska (Anser brachyrhynchus) \| \| \| \| \| \| Tundarska guska (Anser serrirostris) \| \| \| \| |
|  | |
|  | Kratkokljuna guska (Anser brachyrhynchus)                                                                          |
|  | |
|  | Tundarska guska (Anser serrirostris)                                                                               |
|  | |

|  | Kratkokljuna guska (Anser brachyrhynchus) |
|  |                                           |
|  | Tundarska guska (Anser serrirostris)      |
|  |                                           |

|  | Lisasta guska (Anser albifrons)       |
|  |                                       |
|  | Mala lisasta guska (Anser erythropus) |
|  |                                       |

|  | Tajška guska (Anser fabalis)                                                                                       |
|  | |
|  | \| \| Kratkokljuna guska (Anser brachyrhynchus) \| \| \| \| \| \| Tundarska guska (Anser serrirostris) \| \| \| \| |
|  | |
|  | Kratkokljuna guska (Anser brachyrhynchus)                                                                          |
|  | |
|  | Tundarska guska (Anser serrirostris)                                                                               |
|  | |

|  | Kratkokljuna guska (Anser brachyrhynchus) |
|  |                                           |
|  | Tundarska guska (Anser serrirostris)      |
|  |                                           |

|  | Lisasta guska (Anser albifrons)       |
|  |                                       |
|  | Mala lisasta guska (Anser erythropus) |
|  |                                       |

|  | Tajška guska (Anser fabalis)                                                                                       |
|  | |
|  | \| \| Kratkokljuna guska (Anser brachyrhynchus) \| \| \| \| \| \| Tundarska guska (Anser serrirostris) \| \| \| \| |
|  | |
|  | Kratkokljuna guska (Anser brachyrhynchus)                                                                          |
|  | |
|  | Tundarska guska (Anser serrirostris)                                                                               |
|  | |

|  | Kratkokljuna guska (Anser brachyrhynchus) |
|  |                                           |
|  | Tundarska guska (Anser serrirostris)      |
|  |                                           |

|  | Lisasta guska (Anser albifrons)       |
|  |                                       |
|  | Mala lisasta guska (Anser erythropus) |
|  |                                       |

|  | Tajška guska (Anser fabalis)                                                                                       |
|  | |
|  | \| \| Kratkokljuna guska (Anser brachyrhynchus) \| \| \| \| \| \| Tundarska guska (Anser serrirostris) \| \| \| \| |
|  | |
|  | Kratkokljuna guska (Anser brachyrhynchus)                                                                          |
|  | |
|  | Tundarska guska (Anser serrirostris)                                                                               |
|  | |

|  | Kratkokljuna guska (Anser brachyrhynchus) |
|  |                                           |
|  | Tundarska guska (Anser serrirostris)      |
|  |                                           |

|  | Lisasta guska (Anser albifrons)       |
|  |                                       |
|  | Mala lisasta guska (Anser erythropus) |
|  |                                       |

|  | Tajška guska (Anser fabalis)                                                                                       |
|  | |
|  | \| \| Kratkokljuna guska (Anser brachyrhynchus) \| \| \| \| \| \| Tundarska guska (Anser serrirostris) \| \| \| \| |
|  | |
|  | Kratkokljuna guska (Anser brachyrhynchus)                                                                          |
|  | |
|  | Tundarska guska (Anser serrirostris)                                                                               |
|  | |

|  | Kratkokljuna guska (Anser brachyrhynchus) |
|  |                                           |
|  | Tundarska guska (Anser serrirostris)      |
|  |                                           |

|  | Lisasta guska (Anser albifrons)       |
|  |                                       |
|  | Mala lisasta guska (Anser erythropus) |
|  |                                       |

|  | Tajška guska (Anser fabalis)                                                                                       |
|  | |
|  | \| \| Kratkokljuna guska (Anser brachyrhynchus) \| \| \| \| \| \| Tundarska guska (Anser serrirostris) \| \| \| \| |
|  | |
|  | Kratkokljuna guska (Anser brachyrhynchus)                                                                          |
|  | |
|  | Tundarska guska (Anser serrirostris)                                                                               |
|  | |

|  | Kratkokljuna guska (Anser brachyrhynchus) |
|  |                                           |
|  | Tundarska guska (Anser serrirostris)      |
|  |                                           |

|  | Lisasta guska (Anser albifrons)       |
|  |                                       |
|  | Mala lisasta guska (Anser erythropus) |
|  |                                       |

|  | Tajška guska (Anser fabalis)                                                                                       |
|  | |
|  | \| \| Kratkokljuna guska (Anser brachyrhynchus) \| \| \| \| \| \| Tundarska guska (Anser serrirostris) \| \| \| \| |
|  | |
|  | Kratkokljuna guska (Anser brachyrhynchus)                                                                          |
|  | |
|  | Tundarska guska (Anser serrirostris)                                                                               |
|  | |

|  | Kratkokljuna guska (Anser brachyrhynchus) |
|  |                                           |
|  | Tundarska guska (Anser serrirostris)      |
|  |                                           |

|  | Lisasta guska (Anser albifrons)       |
|  |                                       |
|  | Mala lisasta guska (Anser erythropus) |
|  |                                       |

|  | Carska guska (Anser canagicus)                                                                    |
|  |                                                                                                   |
|  | \| \| Rosova guska (Anser rossii) \| \| \| \| \| \| Snežna guska (Anser caerulescens) \| \| \| \| |
|  |                                                                                                   |
|  | Rosova guska (Anser rossii)                                                                       |
|  |                                                                                                   |
|  | Snežna guska (Anser caerulescens)                                                                 |
|  |                                                                                                   |

|  | Rosova guska (Anser rossii)       |
|  |                                   |
|  | Snežna guska (Anser caerulescens) |
|  |                                   |

|  | Tajška guska (Anser fabalis)                                                                                       |
|  | |
|  | \| \| Kratkokljuna guska (Anser brachyrhynchus) \| \| \| \| \| \| Tundarska guska (Anser serrirostris) \| \| \| \| |
|  | |
|  | Kratkokljuna guska (Anser brachyrhynchus)                                                                          |
|  | |
|  | Tundarska guska (Anser serrirostris)                                                                               |
|  | |

|  | Kratkokljuna guska (Anser brachyrhynchus) |
|  |                                           |
|  | Tundarska guska (Anser serrirostris)      |
|  |                                           |

|  | Lisasta guska (Anser albifrons)       |
|  |                                       |
|  | Mala lisasta guska (Anser erythropus) |
|  |                                       |

|  | Tajška guska (Anser fabalis)                                                                                       |
|  | |
|  | \| \| Kratkokljuna guska (Anser brachyrhynchus) \| \| \| \| \| \| Tundarska guska (Anser serrirostris) \| \| \| \| |
|  | |
|  | Kratkokljuna guska (Anser brachyrhynchus)                                                                          |
|  | |
|  | Tundarska guska (Anser serrirostris)                                                                               |
|  | |

|  | Kratkokljuna guska (Anser brachyrhynchus) |
|  |                                           |
|  | Tundarska guska (Anser serrirostris)      |
|  |                                           |

|  | Lisasta guska (Anser albifrons)       |
|  |                                       |
|  | Mala lisasta guska (Anser erythropus) |
|  |                                       |

|  | Tajška guska (Anser fabalis)                                                                                       |
|  | |
|  | \| \| Kratkokljuna guska (Anser brachyrhynchus) \| \| \| \| \| \| Tundarska guska (Anser serrirostris) \| \| \| \| |
|  | |
|  | Kratkokljuna guska (Anser brachyrhynchus)                                                                          |
|  | |
|  | Tundarska guska (Anser serrirostris)                                                                               |
|  | |

|  | Kratkokljuna guska (Anser brachyrhynchus) |
|  |                                           |
|  | Tundarska guska (Anser serrirostris)      |
|  |                                           |

|  | Lisasta guska (Anser albifrons)       |
|  |                                       |
|  | Mala lisasta guska (Anser erythropus) |
|  |                                       |

|  | Tajška guska (Anser fabalis)                                                                                       |
|  | |
|  | \| \| Kratkokljuna guska (Anser brachyrhynchus) \| \| \| \| \| \| Tundarska guska (Anser serrirostris) \| \| \| \| |
|  | |
|  | Kratkokljuna guska (Anser brachyrhynchus)                                                                          |
|  | |
|  | Tundarska guska (Anser serrirostris)                                                                               |
|  | |

|  | Kratkokljuna guska (Anser brachyrhynchus) |
|  |                                           |
|  | Tundarska guska (Anser serrirostris)      |
|  |                                           |

|  | Lisasta guska (Anser albifrons)       |
|  |                                       |
|  | Mala lisasta guska (Anser erythropus) |
|  |                                       |

|  | Tajška guska (Anser fabalis)                                                                                       |
|  | |
|  | \| \| Kratkokljuna guska (Anser brachyrhynchus) \| \| \| \| \| \| Tundarska guska (Anser serrirostris) \| \| \| \| |
|  | |
|  | Kratkokljuna guska (Anser brachyrhynchus)                                                                          |
|  | |
|  | Tundarska guska (Anser serrirostris)                                                                               |
|  | |

|  | Kratkokljuna guska (Anser brachyrhynchus) |
|  |                                           |
|  | Tundarska guska (Anser serrirostris)      |
|  |                                           |

|  | Lisasta guska (Anser albifrons)       |
|  |                                       |
|  | Mala lisasta guska (Anser erythropus) |
|  |                                       |

|  | Tajška guska (Anser fabalis)                                                                                       |
|  | |
|  | \| \| Kratkokljuna guska (Anser brachyrhynchus) \| \| \| \| \| \| Tundarska guska (Anser serrirostris) \| \| \| \| |
|  | |
|  | Kratkokljuna guska (Anser brachyrhynchus)                                                                          |
|  | |
|  | Tundarska guska (Anser serrirostris)                                                                               |
|  | |

|  | Kratkokljuna guska (Anser brachyrhynchus) |
|  |                                           |
|  | Tundarska guska (Anser serrirostris)      |
|  |                                           |

|  | Lisasta guska (Anser albifrons)       |
|  |                                       |
|  | Mala lisasta guska (Anser erythropus) |
|  |                                       |

|  | Tajška guska (Anser fabalis)                                                                                       |
|  | |
|  | \| \| Kratkokljuna guska (Anser brachyrhynchus) \| \| \| \| \| \| Tundarska guska (Anser serrirostris) \| \| \| \| |
|  | |
|  | Kratkokljuna guska (Anser brachyrhynchus)                                                                          |
|  | |
|  | Tundarska guska (Anser serrirostris)                                                                               |
|  | |

|  | Kratkokljuna guska (Anser brachyrhynchus) |
|  |                                           |
|  | Tundarska guska (Anser serrirostris)      |
|  |                                           |

|  | Lisasta guska (Anser albifrons)       |
|  |                                       |
|  | Mala lisasta guska (Anser erythropus) |
|  |                                       |

|  | Tajška guska (Anser fabalis)                                                                                       |
|  | |
|  | \| \| Kratkokljuna guska (Anser brachyrhynchus) \| \| \| \| \| \| Tundarska guska (Anser serrirostris) \| \| \| \| |
|  | |
|  | Kratkokljuna guska (Anser brachyrhynchus)                                                                          |
|  | |
|  | Tundarska guska (Anser serrirostris)                                                                               |
|  | |

|  | Kratkokljuna guska (Anser brachyrhynchus) |
|  |                                           |
|  | Tundarska guska (Anser serrirostris)      |
|  |                                           |

|  | Lisasta guska (Anser albifrons)       |
|  |                                       |
|  | Mala lisasta guska (Anser erythropus) |
|  |                                       |

|  | Carska guska (Anser canagicus)                                                                    |
|  |                                                                                                   |
|  | \| \| Rosova guska (Anser rossii) \| \| \| \| \| \| Snežna guska (Anser caerulescens) \| \| \| \| |
|  |                                                                                                   |
|  | Rosova guska (Anser rossii)                                                                       |
|  |                                                                                                   |
|  | Snežna guska (Anser caerulescens)                                                                 |
|  |                                                                                                   |

|  | Rosova guska (Anser rossii)       |
|  |                                   |
|  | Snežna guska (Anser caerulescens) |
|  |                                   |

|  | Tajška guska (Anser fabalis)                                                                                       |
|  | |
|  | \| \| Kratkokljuna guska (Anser brachyrhynchus) \| \| \| \| \| \| Tundarska guska (Anser serrirostris) \| \| \| \| |
|  | |
|  | Kratkokljuna guska (Anser brachyrhynchus)                                                                          |
|  | |
|  | Tundarska guska (Anser serrirostris)                                                                               |
|  | |

|  | Kratkokljuna guska (Anser brachyrhynchus) |
|  |                                           |
|  | Tundarska guska (Anser serrirostris)      |
|  |                                           |

|  | Lisasta guska (Anser albifrons)       |
|  |                                       |
|  | Mala lisasta guska (Anser erythropus) |
|  |                                       |

|  | Tajška guska (Anser fabalis)                                                                                       |
|  | |
|  | \| \| Kratkokljuna guska (Anser brachyrhynchus) \| \| \| \| \| \| Tundarska guska (Anser serrirostris) \| \| \| \| |
|  | |
|  | Kratkokljuna guska (Anser brachyrhynchus)                                                                          |
|  | |
|  | Tundarska guska (Anser serrirostris)                                                                               |
|  | |

|  | Kratkokljuna guska (Anser brachyrhynchus) |
|  |                                           |
|  | Tundarska guska (Anser serrirostris)      |
|  |                                           |

|  | Lisasta guska (Anser albifrons)       |
|  |                                       |
|  | Mala lisasta guska (Anser erythropus) |
|  |                                       |

|  | Tajška guska (Anser fabalis)                                                                                       |
|  | |
|  | \| \| Kratkokljuna guska (Anser brachyrhynchus) \| \| \| \| \| \| Tundarska guska (Anser serrirostris) \| \| \| \| |
|  | |
|  | Kratkokljuna guska (Anser brachyrhynchus)                                                                          |
|  | |
|  | Tundarska guska (Anser serrirostris)                                                                               |
|  | |

|  | Kratkokljuna guska (Anser brachyrhynchus) |
|  |                                           |
|  | Tundarska guska (Anser serrirostris)      |
|  |                                           |

|  | Lisasta guska (Anser albifrons)       |
|  |                                       |
|  | Mala lisasta guska (Anser erythropus) |
|  |                                       |

|  | Tajška guska (Anser fabalis)                                                                                       |
|  | |
|  | \| \| Kratkokljuna guska (Anser brachyrhynchus) \| \| \| \| \| \| Tundarska guska (Anser serrirostris) \| \| \| \| |
|  | |
|  | Kratkokljuna guska (Anser brachyrhynchus)                                                                          |
|  | |
|  | Tundarska guska (Anser serrirostris)                                                                               |
|  | |

|  | Kratkokljuna guska (Anser brachyrhynchus) |
|  |                                           |
|  | Tundarska guska (Anser serrirostris)      |
|  |                                           |

|  | Lisasta guska (Anser albifrons)       |
|  |                                       |
|  | Mala lisasta guska (Anser erythropus) |
|  |                                       |

|  | Tajška guska (Anser fabalis)                                                                                       |
|  | |
|  | \| \| Kratkokljuna guska (Anser brachyrhynchus) \| \| \| \| \| \| Tundarska guska (Anser serrirostris) \| \| \| \| |
|  | |
|  | Kratkokljuna guska (Anser brachyrhynchus)                                                                          |
|  | |
|  | Tundarska guska (Anser serrirostris)                                                                               |
|  | |

|  | Kratkokljuna guska (Anser brachyrhynchus) |
|  |                                           |
|  | Tundarska guska (Anser serrirostris)      |
|  |                                           |

|  | Lisasta guska (Anser albifrons)       |
|  |                                       |
|  | Mala lisasta guska (Anser erythropus) |
|  |                                       |

|  | Tajška guska (Anser fabalis)                                                                                       |
|  | |
|  | \| \| Kratkokljuna guska (Anser brachyrhynchus) \| \| \| \| \| \| Tundarska guska (Anser serrirostris) \| \| \| \| |
|  | |
|  | Kratkokljuna guska (Anser brachyrhynchus)                                                                          |
|  | |
|  | Tundarska guska (Anser serrirostris)                                                                               |
|  | |

|  | Kratkokljuna guska (Anser brachyrhynchus) |
|  |                                           |
|  | Tundarska guska (Anser serrirostris)      |
|  |                                           |

|  | Lisasta guska (Anser albifrons)       |
|  |                                       |
|  | Mala lisasta guska (Anser erythropus) |
|  |                                       |

|  | Tajška guska (Anser fabalis)                                                                                       |
|  | |
|  | \| \| Kratkokljuna guska (Anser brachyrhynchus) \| \| \| \| \| \| Tundarska guska (Anser serrirostris) \| \| \| \| |
|  | |
|  | Kratkokljuna guska (Anser brachyrhynchus)                                                                          |
|  | |
|  | Tundarska guska (Anser serrirostris)                                                                               |
|  | |

|  | Kratkokljuna guska (Anser brachyrhynchus) |
|  |                                           |
|  | Tundarska guska (Anser serrirostris)      |
|  |                                           |

|  | Lisasta guska (Anser albifrons)       |
|  |                                       |
|  | Mala lisasta guska (Anser erythropus) |
|  |                                       |

|  | Tajška guska (Anser fabalis)                                                                                       |
|  | |
|  | \| \| Kratkokljuna guska (Anser brachyrhynchus) \| \| \| \| \| \| Tundarska guska (Anser serrirostris) \| \| \| \| |
|  | |
|  | Kratkokljuna guska (Anser brachyrhynchus)                                                                          |
|  | |
|  | Tundarska guska (Anser serrirostris)                                                                               |
|  | |

|  | Kratkokljuna guska (Anser brachyrhynchus) |
|  |                                           |
|  | Tundarska guska (Anser serrirostris)      |
|  |                                           |

|  | Lisasta guska (Anser albifrons)       |
|  |                                       |
|  | Mala lisasta guska (Anser erythropus) |
|  |                                       |

|  | Carska guska (Anser canagicus)                                                                    |
|  |                                                                                                   |
|  | \| \| Rosova guska (Anser rossii) \| \| \| \| \| \| Snežna guska (Anser caerulescens) \| \| \| \| |
|  |                                                                                                   |
|  | Rosova guska (Anser rossii)                                                                       |
|  |                                                                                                   |
|  | Snežna guska (Anser caerulescens)                                                                 |
|  |                                                                                                   |

|  | Rosova guska (Anser rossii)       |
|  |                                   |
|  | Snežna guska (Anser caerulescens) |
|  |                                   |

|  | Tajška guska (Anser fabalis)                                                                                       |
|  | |
|  | \| \| Kratkokljuna guska (Anser brachyrhynchus) \| \| \| \| \| \| Tundarska guska (Anser serrirostris) \| \| \| \| |
|  | |
|  | Kratkokljuna guska (Anser brachyrhynchus)                                                                          |
|  | |
|  | Tundarska guska (Anser serrirostris)                                                                               |
|  | |

|  | Kratkokljuna guska (Anser brachyrhynchus) |
|  |                                           |
|  | Tundarska guska (Anser serrirostris)      |
|  |                                           |

|  | Lisasta guska (Anser albifrons)       |
|  |                                       |
|  | Mala lisasta guska (Anser erythropus) |
|  |                                       |

|  | Tajška guska (Anser fabalis)                                                                                       |
|  | |
|  | \| \| Kratkokljuna guska (Anser brachyrhynchus) \| \| \| \| \| \| Tundarska guska (Anser serrirostris) \| \| \| \| |
|  | |
|  | Kratkokljuna guska (Anser brachyrhynchus)                                                                          |
|  | |
|  | Tundarska guska (Anser serrirostris)                                                                               |
|  | |

|  | Kratkokljuna guska (Anser brachyrhynchus) |
|  |                                           |
|  | Tundarska guska (Anser serrirostris)      |
|  |                                           |

|  | Lisasta guska (Anser albifrons)       |
|  |                                       |
|  | Mala lisasta guska (Anser erythropus) |
|  |                                       |

|  | Tajška guska (Anser fabalis)                                                                                       |
|  | |
|  | \| \| Kratkokljuna guska (Anser brachyrhynchus) \| \| \| \| \| \| Tundarska guska (Anser serrirostris) \| \| \| \| |
|  | |
|  | Kratkokljuna guska (Anser brachyrhynchus)                                                                          |
|  | |
|  | Tundarska guska (Anser serrirostris)                                                                               |
|  | |

|  | Kratkokljuna guska (Anser brachyrhynchus) |
|  |                                           |
|  | Tundarska guska (Anser serrirostris)      |
|  |                                           |

|  | Lisasta guska (Anser albifrons)       |
|  |                                       |
|  | Mala lisasta guska (Anser erythropus) |
|  |                                       |

|  | Tajška guska (Anser fabalis)                                                                                       |
|  | |
|  | \| \| Kratkokljuna guska (Anser brachyrhynchus) \| \| \| \| \| \| Tundarska guska (Anser serrirostris) \| \| \| \| |
|  | |
|  | Kratkokljuna guska (Anser brachyrhynchus)                                                                          |
|  | |
|  | Tundarska guska (Anser serrirostris)                                                                               |
|  | |

|  | Kratkokljuna guska (Anser brachyrhynchus) |
|  |                                           |
|  | Tundarska guska (Anser serrirostris)      |
|  |                                           |

|  | Lisasta guska (Anser albifrons)       |
|  |                                       |
|  | Mala lisasta guska (Anser erythropus) |
|  |                                       |

|  | Tajška guska (Anser fabalis)                                                                                       |
|  | |
|  | \| \| Kratkokljuna guska (Anser brachyrhynchus) \| \| \| \| \| \| Tundarska guska (Anser serrirostris) \| \| \| \| |
|  | |
|  | Kratkokljuna guska (Anser brachyrhynchus)                                                                          |
|  | |
|  | Tundarska guska (Anser serrirostris)                                                                               |
|  | |

|  | Kratkokljuna guska (Anser brachyrhynchus) |
|  |                                           |
|  | Tundarska guska (Anser serrirostris)      |
|  |                                           |

|  | Lisasta guska (Anser albifrons)       |
|  |                                       |
|  | Mala lisasta guska (Anser erythropus) |
|  |                                       |

|  | Tajška guska (Anser fabalis)                                                                                       |
|  | |
|  | \| \| Kratkokljuna guska (Anser brachyrhynchus) \| \| \| \| \| \| Tundarska guska (Anser serrirostris) \| \| \| \| |
|  | |
|  | Kratkokljuna guska (Anser brachyrhynchus)                                                                          |
|  | |
|  | Tundarska guska (Anser serrirostris)                                                                               |
|  | |

|  | Kratkokljuna guska (Anser brachyrhynchus) |
|  |                                           |
|  | Tundarska guska (Anser serrirostris)      |
|  |                                           |

|  | Lisasta guska (Anser albifrons)       |
|  |                                       |
|  | Mala lisasta guska (Anser erythropus) |
|  |                                       |

|  | Tajška guska (Anser fabalis)                                                                                       |
|  | |
|  | \| \| Kratkokljuna guska (Anser brachyrhynchus) \| \| \| \| \| \| Tundarska guska (Anser serrirostris) \| \| \| \| |
|  | |
|  | Kratkokljuna guska (Anser brachyrhynchus)                                                                          |
|  | |
|  | Tundarska guska (Anser serrirostris)                                                                               |
|  | |

|  | Kratkokljuna guska (Anser brachyrhynchus) |
|  |                                           |
|  | Tundarska guska (Anser serrirostris)      |
|  |                                           |

|  | Lisasta guska (Anser albifrons)       |
|  |                                       |
|  | Mala lisasta guska (Anser erythropus) |
|  |                                       |

|  | Tajška guska (Anser fabalis)                                                                                       |
|  | |
|  | \| \| Kratkokljuna guska (Anser brachyrhynchus) \| \| \| \| \| \| Tundarska guska (Anser serrirostris) \| \| \| \| |
|  | |
|  | Kratkokljuna guska (Anser brachyrhynchus)                                                                          |
|  | |
|  | Tundarska guska (Anser serrirostris)                                                                               |
|  | |

|  | Kratkokljuna guska (Anser brachyrhynchus) |
|  |                                           |
|  | Tundarska guska (Anser serrirostris)      |
|  |                                           |

|  | Lisasta guska (Anser albifrons)       |
|  |                                       |
|  | Mala lisasta guska (Anser erythropus) |
|  |                                       |

Rod sadrži 11 vrsta:

### Prave guske (Anserini) i njihovi srodnici
Tri postojeća roda pravih gusaka su: Anser, siva guska, uključujući i divlju gusku, i domaće guske; Chen, bele guske (često uključene u Anser); i Branta, crne guske, poput kanadske guske.
Dva roda gusaka Cereopsis i Cnemiornis samo su preliminarno smeštena u Anserinae; oni mogu da pripadaju Tadorninae ili da formiraju samostalnu potporodicu Cereopsinae: Cereopsis, guska Rta Baren i Cnemiornis, praistorijska novozelandska guska. Bilo one, ili verovatnije, guskama-sličan koskorobski labud su najbliži živi rođaci pravih gusaka.
Fosile pravih gusaka teško je asocirati sa rodovima. Sve što se može reći je da je njihov fosilni zapis, posebno u Severnoj Americi, gust i sveobuhvatno dokumentuje mnogo različitih vrsta pravih gusaka koje su postojale od miocena, tokom zadnjih 10 miliona godina. Prikladno nazvana Anser atavus (sa značenjem „progenitor guske”) od pre oko 12 miliona godina imala je još više zajedničkih pleziomorfija sa labudima. Pored toga, neke ptice slične guskama poznate iz podfosilnih ostataka nađene su na Havajskim ostrvima.
Guske su monogamne, i žive u stalnim parovima tokom cele godine; međutim, za razliku od većine ostalih trajno monogamnih životinja, one su teritorijalne samo tokom kratke sezone gnežđenja. Uparene guske su dominantnije i više se hrane, što su dva faktora koja rezultiraju u većem potomstvu.

## Druge ptica zvane „guske”
Neke ptice, uglavnom sa južne hemisfere se nazivaju „guskama”, većina kojih je u potporodici Tadorninae. One su:
- Orinoko guska,
- Egipatska guska,
- Južnoameričke patagonske guske iz roda
- Praistorijska

Druge:
- Ostrugasta guska (Plectropterus gambensis), je srodna patagonskim patkama, ali je dovoljno osobena da zaslužuje svoju zasebnu potporodicu, Plectropterinae.
- Plavokrila guska (Cyanochen cyanopterus) i kejpbarenska guska (Cereopsis novaehollandiae) imaju sporne afinitete. One pripadaju zasebnim drevnim lozama koje mogu biti srodne sa bilo Tadorninae, Anserinae, ili su bliže patuljastim patkama (Anatinae).
- Tri vrste malih vodenih ptica iz roda Nettapus su nazvane „pigmejskim guskama”. Postoje indikacije da predstavljaju još jednu drevnu lozu, s mogućim srodnostima sa Cereopsis novaehollandiae ili ostrugastom guskom.
- Rod praistorijskih izumrlih morskih pataka, Chendytes, se ponekad naziva „ronećim guskama” usled njihove velike veličine.[13]
- Neobična svrakolika guska je u zasebnoj porodici, Anseranatidae.
- Severna bluna je morska ptica koja je takođe poznata kao „solanska guska”, mada ova ptica nije srodna sa tri roda gusaka, niti bilo kojim drugim pripadnikom reda Anseriformes.

## Domaće guske
Domaće guske su podvrsta evropske guske Anser anser domesticus (evropska guska) i podvrsta Anser cygnoides domesticus (kineska guska)) su guske koje se namenski uzgajaju zbog svog mesa, jaja i perja. 

## Guske u popularnoj kulturi
Izreke o guskama uključuju:
- „Imati gusana” znači detaljno ispitati nešto.
- Zbog starosti „Zakona sive guske” na Islandu verovalo se da guske žive duže od drugih ptica.[14][15][16]

## Ugroženost
Zbog prekomernog lova i uništenja staništa neke vrste su manje ili više ugrožene. Mala lisasta guska (Anser erythropus) i kineska labudasta guska (Anser cygnoides) su na crvenoj listi označene kao ranjive vrste.

## Galerija
- Bire kanadske guske
- Kanadske guske u letu

## Literatura
- Carboneras, Carles (1992). „Family Anatidae (Ducks, Geese and Swans)”.  Ур.: del Hoyo, Josep; Elliott, Andrew; Sargatal, Jordi. Handbook of Birds of the World. Volume 1: Ostrich to Ducks. Barcelona: Lynx Edicions. стр. 536—629. ISBN 84-87334-10-5.
- Terres, John K.; National Audubon Society (1991) [1980]. The Audubon Society Encyclopedia of North American Birds. New York: Wings Books. ISBN 0-517-03288-0.

## Spoljašnje veze
- О распрострањењу и детерминацији гусака љигарица Архивирано на веб-сајту  (10. април 2020)